# История почты и почтовых марок Либерии
История почты и почтовых марок Либерии описывает развитие почтовой связи в Либерии, государстве в Западной Африке на побережье Атлантического океана, граничащем со Сьерра-Леоне на западе, Гвинеей на севере, Кот-д’Ивуаром на востоке, со столицей в Монровии. Первые почтовые марки страны были выпущены в 1860 году.
Либерия входит в число стран — участниц Всемирного почтового союза (ВПС; с 1879), а её нынешним национальным почтовым оператором является Министерство почты и телекоммуникаций (Ministry of Posts and Telecommunications).

## Развитие почты
Основанная как поселение Американского колонизационного общества (ACS), Либерия провозгласила свою независимость 26 июля 1847 года.

## Выпуски почтовых марок

### Первые почтовые марки

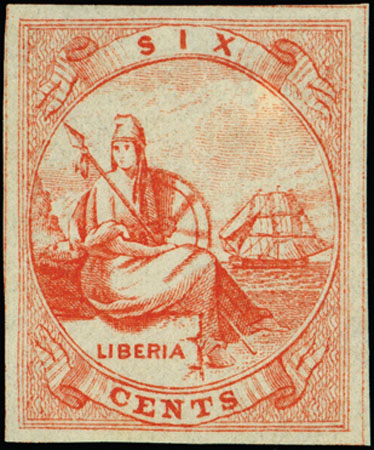
Марка с изображением Свободы, 1864 г.

Первые почтовые марки Либерии были выпущены в 1860 году и изображали сидящую аллегорическую фигуру Либерии (Свободы) на фоне парусного судна. Марки этого выпуска были в обращении до 1880 года.

### Последующие выпуски

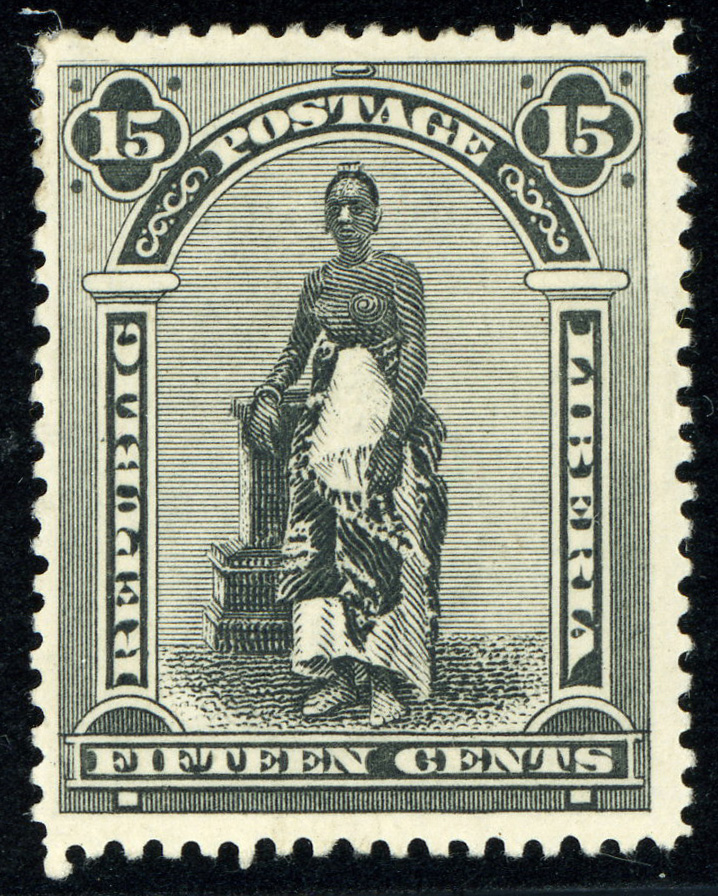
Марка номиналом 15 центов с изображением женщины народности ваи, 1892 г.(Sc #40)

В классический период почтовые марки для Либерии вначале печатались в английских типографиях, затем в 1920-е годы — в немецких, а с конца 1920-х — в американских. Известные фирмы, такие как Waterlow & Sons Ltd. и Perkins Bacon Ltd. в Лондоне и Имперской типографией в Берлине изготовляли красивые гравированные почтовые марки. На почтовых марках, напечатанных американской American Bank Note Co. и другими типографиями США, наблюдается сходство с выпусками США тех лет. Стоимость классических почтовых марок, действительно погашенных в почтовых отделениях, значительно выше, поскольку множество марок гасилось по заказу или имеет поддельные оттиски почтовых штемпелей.
Первые памятные марки Либерии вышли в 1923 году.
Выпуск почтовых марок Либерии продолжался, и до 1963 года были эмитированы 543 почтовых марки.
На почтовых марках Либерии встречаются следующие надписи: англ. «Liberia» («Либерия») или «Republic of Liberia» («Республика Либерия»), «Postage» («Почтовый сбор»).
Первый почтовый блок Либерии был выпущен в 1947 году. До 1963 года были изданы 28 почтовых блоков.
В современную эпоху Либерия эмитировала почтовые марки как национальной тематики, так и тематики, ориентированной преимущественно на международный рынок тематической филателии.

## Другие виды почтовых марок

### Марки для заказных писем
В 1894 году в Либерии была выпущена марка для заказных писем. Также выпускались аналогичные марки для некоторых городов Либерии (см. ниже).

### Марки для внутренних почтовых отправлений
С 1881 года эмитировались специальные марки для внутренних почтовых отправлений. На таких марках присутствует надпись англ. «Inland postage» («Внутренний почтовый сбор»).

### Почтово-благотворительные
Начало обращения в Либерии почтово-благотворительных марок относится к 1918 году.

### Авиапочтовые

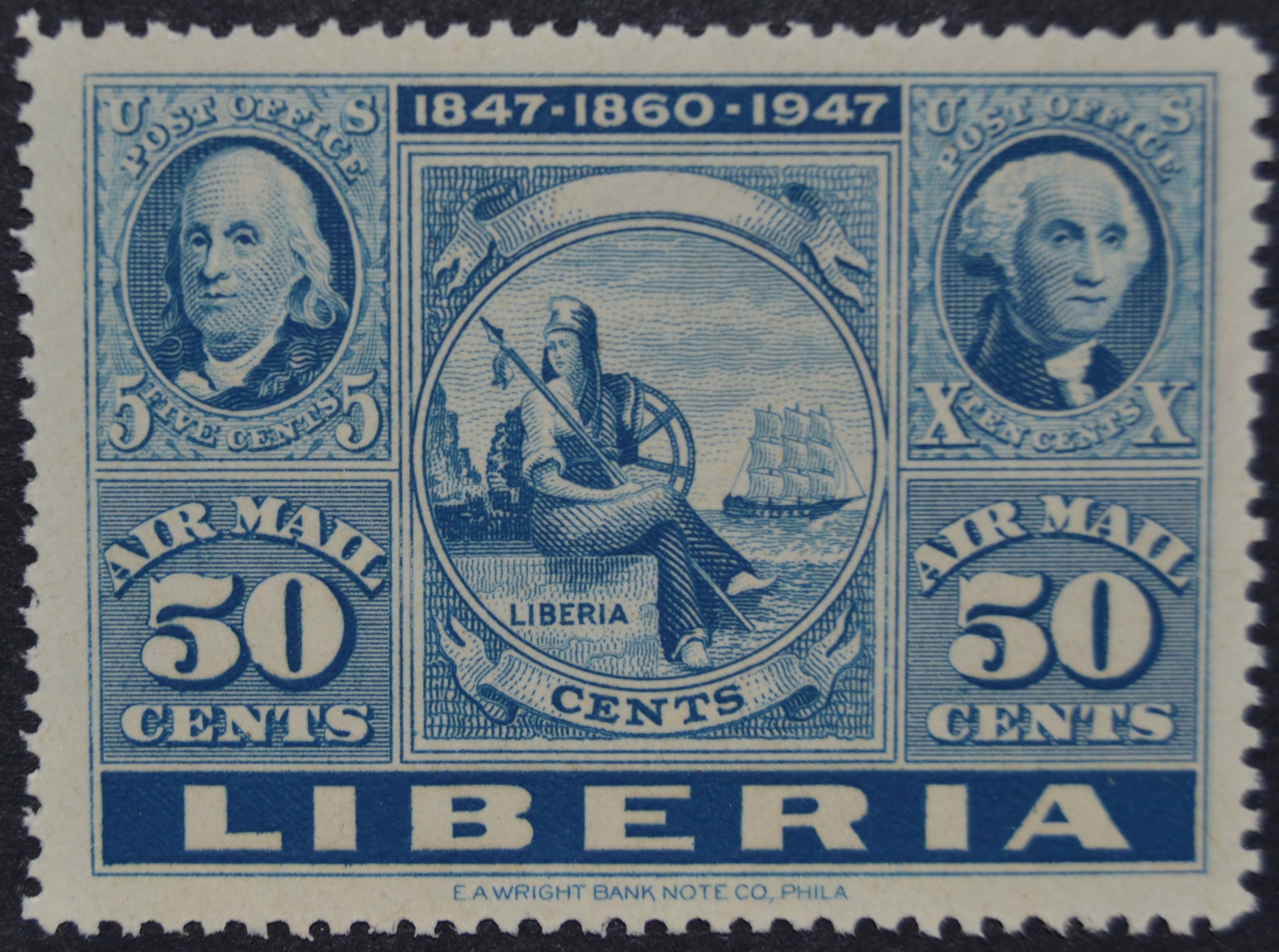
Авиапочтовая марка Либерии, посвящённая столетию со дня выпуска первой почтовой марки США и выставке CIPEX, 1947 г.(Sc #C56)

Авиапочтовые марки стали использоваться в этой стране с 1936 года. Для них характерна надпись: «Air mail» («Авиапочта»).

### Служебные

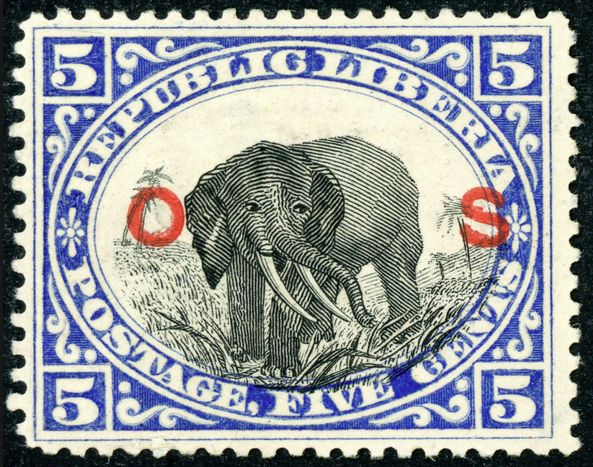
Служебная марка Либерии с надпечаткой «OS», 1894 г.(Sc #O17)

Служебные марки эмитировались в Либерии с 1892 года по 1945 год. До 1963 года таковых было выпущено 157 марок. Надписи на таких марках: «Official» («Служебное») или «OS» («Официальная служба»).

### Доплатные
В 1892—1893 годах в Либерии издавались доплатные марки. До 1963 года таковых было выпущено 9 марок. На них присутствовала надпись: «Postage due» («Почтовая доплата»).

### Спешной почты
В Либерии была эмитирована одна марка спешной почты.

### Военные марки
В 1915 году были созданы Либерийские пограничные силы для охраны границ страны. В 1916 году на некоторых почтовых марках Либерии предыдущих выпусков были сделаны надпечатки «LFF» (аббревиатура от Liberian Frontier Force, «Либерийские пограничные силы»). Эти военные марки предназначались для оплаты почтовых отправлений пограничных войск.

## Местные выпуски для заказных писем
В период с 1893 года по 1924 год для городов Либерии Бьюкенен (Buchanan), Гринвилл (Greenville), Монровия (Monrovia), Робертспорт (Robertsport), Харпер (Harper) эмитировались специальные почтовые марки для оплаты заказной корреспонденции. На всех таких марках были одинаковые надписи: «Liberia» («Либерия»), «Registered» («Заказное») и название соответствующего города. Всего было эмитировано по 8 почтовых марок для каждого города. В 1924 году выпуск этих заказных марок был прекращён, и заказные почтовые отправления стали франкироваться универсальными почтовыми марками Либерии.